# Psaenythia nigriventris
Psaenythia nigriventris är en biart som beskrevs av Heinrich Friese 1908. Psaenythia nigriventris ingår i släktet Psaenythia och familjen grävbin. Inga underarter finns listade i Catalogue of Life.